# Cantone di Saint-Amans-des-Cots
Il Cantone di Saint-Amans-des-Cots era una divisione amministrativa dell'arrondissement di Rodez.
A seguito della riforma approvata con decreto del 21 febbraio 2014, che ha avuto attuazione dopo le elezioni dipartimentali del 2015, è stato soppresso.

## Composizione
Comprende i comuni di:
- Campouriez
- Florentin-la-Capelle
- Huparlac
- Montézic
- Saint-Amans-des-Cots
- Saint-Symphorien-de-Thénières